# باريس تورز 2010
باريس تورز 2010 (بالفرنسية: Paris-Tours 2010)‏ هو سباق دراجات هوائية، وهو الموسم رقم 104 من باريس تورز، وأقيم في 10 أكتوبر 2010 ضمن سباقات طواف أوروبا للدراجات 2009–10.
فاز بالمركز الأول أوسكار فريري، وبالمركز الثاني انجيلو فورلان، وبالمركز الثالث جيرت ستيجماس.

## الفائزون
| الترتيب | الفائز        |
| ------- | ------------- |
| الفائز  | أوسكار فريري  |
| الثاني  | انجيلو فورلان |
| الثالث  | جيرت ستيجماس  |